# نيجنيوديسك
نيجنيوديسك (بالروسية: Нижнеудинск) هي إحدى مدن روسيا في الكيان الفدرالي الروسي إركوتسك أوبلاست.

## المناخ
يظهر الجدول التالي التغييرات المناخية على مدار السنة لنيجنيوديسك:
| البيانات المناخية لـنيجنيوديسك     | البيانات المناخية لـنيجنيوديسك | البيانات المناخية لـنيجنيوديسك | البيانات المناخية لـنيجنيوديسك | البيانات المناخية لـنيجنيوديسك | البيانات المناخية لـنيجنيوديسك | البيانات المناخية لـنيجنيوديسك | البيانات المناخية لـنيجنيوديسك | البيانات المناخية لـنيجنيوديسك | البيانات المناخية لـنيجنيوديسك | البيانات المناخية لـنيجنيوديسك | البيانات المناخية لـنيجنيوديسك | البيانات المناخية لـنيجنيوديسك | البيانات المناخية لـنيجنيوديسك |
| الشهر                              | يناير                          | فبراير                         | مارس                           | أبريل                          | مايو                           | يونيو                          | يوليو                          | أغسطس                          | سبتمبر                         | أكتوبر                         | نوفمبر                         | ديسمبر                         | المعدل السنوي                  |
| ---------------------------------- | ------------------------------ | ------------------------------ | ------------------------------ | ------------------------------ | ------------------------------ | ------------------------------ | ------------------------------ | ------------------------------ | ------------------------------ | ------------------------------ | ------------------------------ | ------------------------------ | ------------------------------ |
| الدرجة القصوى °م (°ف)              | 8.0 (46.4)                     | 12.9 (55.2)                    | 19.4 (66.9)                    | 30.5 (86.9)                    | 34.0 (93.2)                    | 36.3 (97.3)                    | 35.4 (95.7)                    | 36.4 (97.5)                    | 31.7 (89.1)                    | 26.9 (80.4)                    | 16.3 (61.3)                    | 10.4 (50.7)                    | 36.4 (97.5)                    |
| متوسط درجة الحرارة الكبرى °م (°ف)  | −13.5 (7.7)                    | −7.6 (18.3)                    | 0.9 (33.6)                     | 9.1 (48.4)                     | 17.9 (64.2)                    | 22.8 (73.0)                    | 25.0 (77.0)                    | 22.2 (72.0)                    | 15.4 (59.7)                    | 7.0 (44.6)                     | −3.6 (25.5)                    | −11.8 (10.8)                   | 7.0 (44.6)                     |
| المتوسط اليومي °م (°ف)             | −20.6 (−5.1)                   | −16.6 (2.1)                    | −7.5 (18.5)                    | 1.6 (34.9)                     | 9.4 (48.9)                     | 15.0 (59.0)                    | 17.9 (64.2)                    | 15.1 (59.2)                    | 8.1 (46.6)                     | 0.5 (32.9)                     | −9.3 (15.3)                    | −17.8 (0.0)                    | −0.4 (31.4)                    |
| متوسط درجة الحرارة الصغرى °م (°ف)  | −26.1 (−15.0)                  | −23.8 (−10.8)                  | −14.9 (5.2)                    | −4.6 (23.7)                    | 1.8 (35.2)                     | 8.1 (46.6)                     | 11.7 (53.1)                    | 9.4 (48.9)                     | 2.9 (37.2)                     | −4.1 (24.6)                    | −13.8 (7.2)                    | −22.7 (−8.9)                   | −6.3 (20.6)                    |
| أدنى درجة حرارة °م (°ف)            | −49.7 (−57.5)                  | −47.5 (−53.5)                  | −45.2 (−49.4)                  | −32.0 (−25.6)                  | −11.6 (11.1)                   | −4.5 (23.9)                    | −0.8 (30.6)                    | −2.6 (27.3)                    | −9.6 (14.7)                    | −27.5 (−17.5)                  | −42.6 (−44.7)                  | −49.6 (−57.3)                  | −49.7 (−57.5)                  |
| الهطول مم (إنش)                    | 10 (0.4)                       | 7 (0.3)                        | 8 (0.3)                        | 19 (0.7)                       | 32 (1.3)                       | 60 (2.4)                       | 89 (3.5)                       | 90 (3.5)                       | 48 (1.9)                       | 21 (0.8)                       | 14 (0.6)                       | 13 (0.5)                       | 411 (16.2)                     |
| متوسط تساقط الثلوج سم (إنش)        | 26 (10)                        | 30 (12)                        | 21 (8.3)                       | 7 (2.8)                        | 4 (1.6)                        | 0 (0)                          | 0 (0)                          | 0 (0)                          | 5 (2.0)                        | 3 (1.2)                        | 9 (3.5)                        | 17 (6.7)                       | 122 (48.1)                     |
| متوسط أيام هطول الأمطار (≥ 0.1 mm) | 17.1                           | 15.1                           | 15.3                           | 18                             | 19                             | 20.1                           | 18                             | 20                             | 19                             | 19                             | 20.3                           | 19                             | 219.9                          |
| متوسط الأيام المثلجة               | 17                             | 15                             | 14                             | 8                              | 2                              | 0                              | 0                              | 0                              | 1                              | 8                              | 18                             | 19                             | 102                            |
| متوسط الرطوبة النسبية (%)          | 83                             | 79                             | 71                             | 62                             | 60                             | 69                             | 75                             | 80                             | 78                             | 76                             | 81                             | 84                             | 75                             |
| المصدر: Pogoda.ru.net              |                                |                                |                                |                                |                                |                                |                                |                                |                                |                                |                                |                                |                                |